# Nordstrom

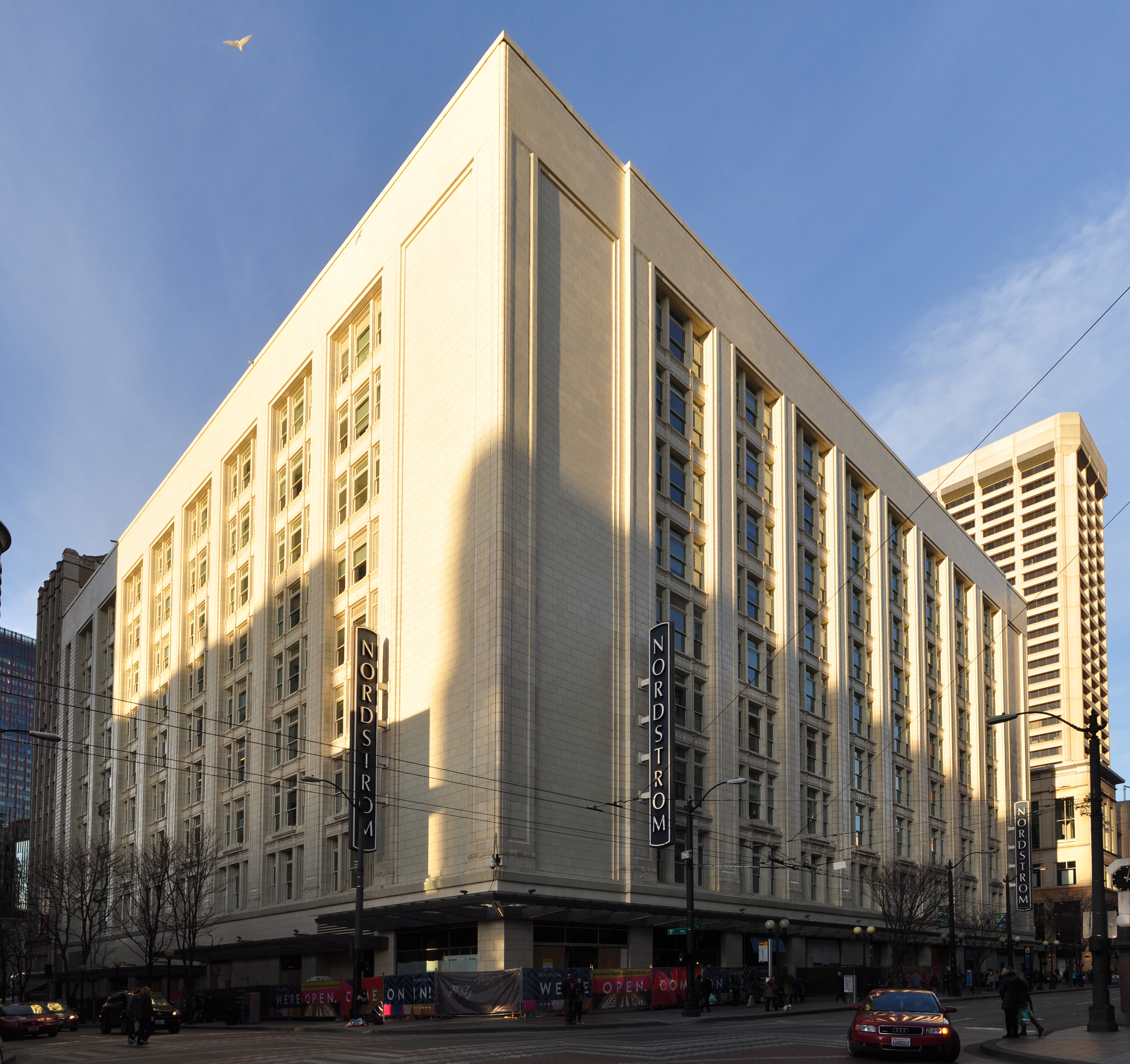
Flaggskeppsvaruhuset samt huvudkontoret for Nordstrom i centrala Seattle. Bild från 2016.

Nordstrom är en amerikansk varuhuskedja, grundat 1901 av svenskamerikanerna John W. Nordstrom och Carl F. Wallin, som säljer kläder, accessoarer, handväskor, smycken, smink, parfymer och, på vissa platser, även heminredning. Det var ursprungligen ett skoföretag som expanderade. Företagets huvudkontor ligger i Seattle.